# Cayo Volasenna Severo
Cayo o Gayo Volasenna Severo  fue un senador romano del siglo I, cuya carrera se desarrolló bajo los imperios de Tiberio, Calígula y Claudio.

## Carrera pública
Su único cargo conocido fue el de consul suffectus entre noviembre y diciembre de 47, bajo Claudio.
Su hermano Publio Volasenna fue consul suffectus en 54, bajo Claudio, y procónsul de Asia en 62, bajo Nerón.